# Comunidad de comunas Ródano Cartuja de Portes
La comunidad de comunas Ródano Cartuja de Portes (Communauté de communes Rhône Chartreuse de Portes en francés), es una estructura intercomunal francesa situada en el departamento francés de Ain de la región de Ródano-Alpes.

## Historia
Fue creada 19 de diciembre de 2001 a partir del distrito de su nombre (District Rhône Chartreuse de Portes, en francés) con la unión de diez de las doce comunas del antiguo cantón de Lhuis.
El 1 de enero de 2014, la comuna de Groslée, del cantón de Lhuis, pasó a formar parte de la comunidad.
Todas las comunas actualmente forman parte del nuevo cantón de Lagnieu.

## Nombre
Debe su nombre a que se halla en la región de Ródano y que en la comuna de Bénonces se halla la Cartuja de Portes (Chartreuse Notre-Dame de Portes, en francés; Cartusia Beatae Mariae Portarum en latín).

## Composición
La comunidad de comunas reagrupa 11 comunas:
| Comuna              | Código INSEE | Cantón  | Población (2012) | Superficie (km²) | Densidad (hab./km²) |
| ------------------- | ------------ | ------- | ---------------- | ---------------- | ------------------- |
| Bénonces            | 01037        | Lagnieu | 277              | 15.33            | 18                  |
| Briord              | 01064        | Lagnieu | 919              | 12.29            | 75                  |
| Groslée             | 01182        | Lagnieu | 357              | 7.27             | 49                  |
| Innimond            | 01190        | Lagnieu | 117              | 13.44            | 9                   |
| Lhuis               | 01216        | Lagnieu | 873              | 24.43            | 36                  |
| Lompnas             | 01219        | Lagnieu | 154              | 12.69            | 12                  |
| Marchamp            | 01233        | Lagnieu | 129              | 13.11            | 10                  |
| Montagnieu          | 01255        | Lagnieu | 537              | 6.22             | 86                  |
| Ordonnaz            | 01280        | Lagnieu | 153              | 14.88            | 10                  |
| Seillonnaz          | 01400        | Lagnieu | 141              | 9.59             | 15                  |
| Serrières-de-Briord | 01403        | Lagnieu | 1302             | 8.03             | 162                 |

## Competencias
La comunidad es un organismo público de cooperación intercomunal.
Sus recursos provienen del impuesto sobre los rendimientos del trabajo único, del sistema de contribuciones que se aplica a los residuos y asignaciones y subvenciones de diversos socios.
Sus competencias en general se centran en el desarrollo económico, medio ambiental, de empleo y los servicios comunitarios a los habitantes:
- Ordenación del Territorio
  - Plan de Coherencia Territorial (SCOT, en francés).
  - Plan Sectorial.
- Desarrollo y organización económica
  - Acción de desarrollo económico de las actividades industriales, comerciales o de empleo, (apoyo de las actividades agrícolas y forestales...).
  - Creación, organización, mantenimiento y gestión de zonas de actividades industriales, comerciales, terciario, artesanal o turístico.
- Desarrollo y organización social y cultural
  - Actividades culturales y socioculturales.
  - Actividades deportivas.
  - Construcción y/u organización, mantenimiento, gestión de equipamientos o establecimientos culturales, socioculturales, socioeducativos, deportivos…, etc.
  - Transporte escolar.
- Medio ambiente
  - Saneamiento no colectivo.
  - Recogida y tratamiento de los residuos urbanos y asimilados.
  - Protección y valorización del Medio Ambiente.
- Vivienda y hábitat
  - Programa local del hábitat.
- Servicio de vías públicas
  - Creación, organización y mantenimiento del servicio de vías públicas.
- Otros
  - Adquisición comunal de material.
  - Informática, Talleres vecinales.